# Костюкович, Елена Александровна
Еле́на Алекса́ндровна Костюко́вич (род. 1958 год, Киев) — российско-итальянская писательница и переводчица.
Лауреат премий: «За лучший перевод года» (1988, от журнала «Иностранная литература»), «ЗоИЛ» (1999, независимая премия от жюри критиков), Премия Гринцане Кавур (2004), премии «Гостеприимство» (2006, Государственная Федерация Рестораторов и Отельеров России), литературной премии «Банкарелла» (Bancarella cucina, 2007, Италия), премии Кьявари (Chiavari, 2007, Италия) и Государственной премии Италии за сближение культур (2007, вручается Президентом Республики).
Директор русских программ издательства «Бомпиани» (с 1988) и «Фрассинелли» (с 1996), организатор культурных связей Италии и России.
Елена Костюкович — преподаватель нескольких итальянских университетов: Трентского университета (1989—1995), Университета Триеста (1991, 1992), Павийского университета (1995) и  Миланского университета (2000—2009) и Университета Ка-Фоскари в Венеции (2014): она читает курсы по русской культуре и по теории и практике художественного перевода.
Член научного комитета общества «Мемориал-Италия».

## Биография
Родилась в 1958 году в Киеве. С детства в литературной среде, внучка художника и писателя Леонида Волынского (1912—1969).
Окончила филологический факультет МГУ им. М. В. Ломоносова по специальности «Итальянистика» в 1980 году, защитив дипломную работу по итальянской поэзии XVII века («Похищенное ведро» Алессандро Тассони).
Впоследствии исследовала литературную полемику в Италии по поводу поэмы «Адонис» (L’Adone) Джамбаттисты Марино.
С 1980 по 1988 годы работала редактором сектора Италии, Испании, Португалии и Латинской Америки в Научно-аналитическом отделе Всесоюзной государственной библиотеки иностранной литературы (ВГБИЛ).
С 1988 по 1991 годы — старший научный сотрудник Института мировой литературы имени А. М. Горького АН CCCP (ИМЛИ).

## Переводы и публикации в России
Переводила и комментировала произведения «Неистовый Роланд» (L’Orlando Furioso — фрагменты) Лудовико Ариосто, «Подзорная труба Аристотеля» (Il Cannocchiale Aristotelico) Эмануэле Тезауро, «Шутки» Джузеппе Джусти, комментировала «Обручённых» Алессандро Мандзони. Опубликовала многочисленные переводы из современной итальянской поэзии, некоторые её работы были признаны достойными войти в антологию лучших стихотворных переводов XX века «Строфы века — 2» (1998, составитель Евгений Витковский).
В 1988 году выполненный Еленой Костюкович перевод романа Умберто Эко «Имя розы» (М.: Книжная Палата, 1988) был воспринят читателями как литературное событие года в России. С тех пор Елена Костюкович является постоянным переводчиком произведений Умберто Эко на русский язык. Ею переведены романы «Маятник Фуко» (СПб.: Симпозиум, 1997), «Остров накануне» (СПб.: Симпозиум, 1999), «Баудолино» (СПб.: Симпозиум, 2003), «Таинственное пламя царицы Лоаны» (СПб.: Симпозиум, 2008), «Пражское кладбище» (М.: АСТ, Серия «Corpus», 2011), «Нулевой номер» (М.: АСТ, 2015), культурологические произведения «Заметки на полях „Имени розы“» (М.: Книжная Палата, 1988), «Как написать дипломную работу» (М.: Книжный Дом «Университет», 1997), «Пять эссе на темы этики» (СПб.: Симпозиум, 1997), «Полный назад!» (М.: ЭКСМО, 2007). Елена Костюкович — научный редактор переводов искусствоведческих произведений Эко на русский язык: «История красоты» (М.: Слово, 2005), «История уродства» (М.: Слово, 2007).

## Переводы и публикации в Италии
Костюкович внесла заметный вклад в итальянское издательское дело, разработав и освоив ряд больших проектов, связанных с Россией: начиная с новаторской антологии «Современные русские рассказы, выбранные Еленой Костюкович» (Narratori russi contemporanei a cura di Elena Kostioukovitch; Milano : Bompiani, 1990) и с издания специально составленного из отрывков работ академика Д. С. Лихачева концептуально иллюстрированного тома «Корни русской культуры» (Le Radici dell’Arte Russa; Milano : Fabbri, 1991), изданного впоследствии также в России, Германии и в Японии, до антологии еврейского фольклора (Racconti e storielle degli ebrei, raccolti da Efim Raize; Milano : Bompiani 2002). Книги, создаваемые Костюкович, десятками лет присутствуют в каталогах и являются ценным материалом для познания России и русской культуры.
Костюкович написала ряд статей о русских писателях в итальянской литературной энциклопедии «Словарь Бомпиани произведений и персонажей мировой литературы» (Dizionario Bompiani delle opere e dei Personaggi; Milano : Bompiani, 2004).
Благодаря проектам Костюкович и под её общей редактурой в Италии издаются такие авторы, как Людмила Улицкая, Борис Акунин, Саша Соколов.

## Книги
Елена Костюкович — автор книги «Еда. Итальянское счастье» (ЭКСМО 2006, СЛОВО 2010) об универсальной роли еды в итальянской культуре. Книга награждена Премией «Гостеприимство» (М., 2006). Переработанная версия той же книги вышла в Италии под названием «Почему итальянцам нравится говорить о еде» (Perché agli italiani piace parlare del cibo; Milano : Frassinelli, 2006).
Эта книга была воспринята как кулинарный путеводитель по областям Италии, и была награждена престижными литературными премиями «Bancarella» (2007) и «Chiavari» (2007), а также стала финалистом 2010 IACP Cookbook Award.
Кроме России и Италии, книга также вышла в США (FARRAR, STRAUS & GIROUX), Великобритании (DUCKWORTH), Австралии (PAN MACMILLAN — PICADOR), Эстонии (TANAPAEV), Китае (WEALTH PRESS), Корее (RANDOM HOUSE), Польше (ALBATROS), Сербии (PAIDEIA), Испании (TUSQUETS).
В 2013 году в России опубликован роман Костюкович «Цвингер» (издательство «Корпус», группа АСТ, Москва). В романе переплетаются триллер-интрига на фоне Франкфуртской книжной ярмарки 2005 года и воспоминания, основанные на семейном архиве автора.
В 2022 году опубликовала Nella mente di Vladimir Putin, — анализ российской идеологии, которая привела к войне в Украине. Книга была переведена на немецкий, венгерский, латышский, и польский языки.
В 2025 году опубликовала Kyiv: Una fortezza sopra l'abisso в издательстве La Nave di Teseo. Через многогранную призму, объединяющую историю, литературу, культуру и личные воспоминания, книга прослеживает бурную историю Киева — от монгольских нашествий до разрушений Российской революции и нынешней российско-украинской войны. 